# Премия мира Гузи
Премия мира Гу́зи, учреждённая на Филиппинах в 2002 году, является, по задумке создателя, азиатским аналогом Нобелевской премии мира и создана для признания личностей, внесших значительный вклад в привнесение мира и уважения к человеческой жизни и достоинству.
Премия присуждается отдельным лицам или группам людей со всего мира, внёсшим свой вклад в установление мира и защиту человеческих прав, а также за достижения в науке или искусстве. Ежегодно награждается 10—15 лауреатов из более чем тысячи номинантов. Премии не появившихся на церемонии аннулируются.
Премия мира Гузи является благотворительным учреждением, институтом, основанном в Маниле, Филиппины, зарегистрированным в комиссии по безопасности и обмену. Основная цель премии — обеспечить должное признание посредством присвоения наград и выделение индивидов или групп людей по всему миру — тех, кто проявил себя в качестве лучших примеров общества или кто сделал значительный вклад в достижение мира и уважения к человеческой жизни и достоинству.

## О премии

### Фонд премии мира Гузи
Ежегодное присуждение премий выполняется Фондом премии мира Гузи — благотворительной организацией, учреждённой в Маниле, в 2003 году Барри Гузи.
Этот фонд нацелен на прославление и награждение выдающихся личностей или групп лиц по всему миру, внёсших показательный вклад в утверждение мира и прав человека в научных исследованиях, политике, исполнительном искусстве, литературе, медицине и философии, журналистике, гуманитарных науках, физике, химии, религии, бизнесе и филантропии, экономике, интернационализме и др.

### Полномочия
Премия мира Гузи уполномочена президентской прокламацией № 1476, подписанной президентом Глорией Макапагал Арройо, объявляющей каждую четвёртую среду ноября как «Международный день дружбы премии мира Гузи»
Именно в этот день ежегодно проходит церемония вручения Международной премии мира Гузи в городе Манила. Премия мира Гузи вместе с прокламацией президента № 1476 является национальным и интернациональным институтом.

### Предназначение
По словам учредителя, миссией Премии мира Гузи является защита прав человека и поддержание правопорядка, демократии, равенства, мира между народами и доброжелательности. Кроме того, эта премия присуждается за улучшение качества жизни людей посредством врачебных миссий, программ помощи и консультирования незащищённых слоев общества и страдающих от различных болезней людей, при существенной поддержке от Врачебной Ассоциации Филиппин и других неправительственных организаций.
Премия была учреждена при поддержке друзей семьи Гузи, разделяющей ту же миссию и видение.

### Присуждение
Выбор лауреатов Премии мира Гузи основан на следующих критериях: высокий вклад в достижение мира и уважения к жизни и достоинству человека; и личные высокие человеческие качества номинанта.
Премии присуждаются ежегодно личностям и группам лиц со всего мира, которые действительно являются достойными примерами для общества, а также поборниками мира и прав человека. Фонд получает более 1000 предложений ежегодно, но 13 членов комитета выбирают не более 15 человек. Все номинанты должны быть анонимно рекомендованы своими организациями, которые знают и подтверждают, что лауреаты достойны этой премии. Номинации, относящиеся к каждому конкретному члену организации, не должны учитываться, пока комитету присуждения Премии не станет действительно известно, что заслуги человека неоспоримы.

### Вручение
Премия мира Гузи вручается при жизни людей, которые должны лично присутствовать на торжественной церемонии, проводимой ежегодно в ноябре в Маниле — столице Филиппин. Вручение наград заочно не практикуется.
В отличие от ежегодной Нобелевской премии мира, премия мира Гузи присуждается за достижения в различных областях, таких как миротворчество, дипломатия, гуманитарная и социальная работа, образование, благотворительность, наука и инновации, литература, сохранение природы и биоразнообразия, искусства, журналистики, за достижения в различных областях науки, таких как медицина, фармацевтика, юриспруденция, химия и др., но всегда — с акцентом главного смысла этих достижения, направленного на укрепление мира и социальной справедливости.

### Номинации
Категории номинаций на Премию мира Гузи не являются постоянными. Для части категорий может быть выдвинуто несколько кандидатов. Предполагается добавление новых категорий.
На первой церемонии, проходившей в 2002 году, были награждены в общей сложности 5 победителей. Их число увеличивается, но не постоянно.
Премия присуждается в следующих номинациях: научные исследования и открытия, философия или медицина, химия, физика, журналистика, управление государством, филантропия или гуманитаризм, экономика, выдающаяся кинематография, исполнительное искусство, изобразительное искусство, инженерное дело, религия, политика, борьба с нищетой, литература, культурное наследие, интернационализм, архитектура, археология, экосистема, биоразнообразие и биология.

### Истоки
Премия мира Гузи берёт своё начало из усилий капитана Джемениано Жавьера Гузи, партизана времён Второй Мировой войны, который сражался с японским угнетением, стал политиком и приобрёл популярность как борец за права человека. В стремлениях его поддерживала любящая супруга, мадам Теодора Сотейо Гузи, выполнявшая различные благотворительные работы, помогая матерям, женщинам и детям, больным и безработным, бедным, малоимущим и незащищённым людям на Филиппинах. За несколько лет до кончины мадам Теодоры Сотейо Гузи, она узнала, что её сын, достопочтенный Барри Гузи, известный интернационалист, будет как раз тем человеком, который сможет достойно продолжить дело её мужа, учредив Фонд премии мира Гузи, домом которой стал город Манила.

## Этимология названия
«Gusi» — филиппинское слово, тагальский термин, обозначающий «древний кувшин с сокровищами», использовавшийся предками.
Барри Гузи владеет так называемым «кувшином с сокровищами», наполненным наградами заслуженных лауреатов Премии мира Гузи. По словам посла Гузи, среди «сокровищ» в кувшине, также присутствуют четыре идеала или ценности, необходимые для улучшения уровня жизни человечества до всеобщей гармонии. Эти четыре идеала заложены в названии Гузи (Gusi): G — Благочестие (Godliness), U — Консолидация (Unification), S — Служение (Service), I — Интернационализм (Internationalism).

## Критерии для получения Премии мира Гузи
С согласия членов международной группы Премии мира Гузи, нижеописанные критерии являются главной инструкцией, по которой международные лауреаты будут признаны.
- Все перспективные кандидаты на номинации должны быть анонимно рекомендованы любой организацией или группой людей, которые всем своим сердцем полагают, что номинант стоит того.
- Такой номинант должен предоставить характеристику своей деятельности и рекомендацию, данную добровольно и не по настоятельной просьбе перспективного награждаемого, и его представление должно быть официально записано с формальным подтверждением большинства сообщества, к которому обращён его конкретный призыв.
- В список претендентов не добавляются лица, имеющие родственные связи с любым из членов фонда, если не будет доказано, что заслуги таких номинантов достаточны, чтобы не вызывать сомнения в их кандидатуре.
- В рамках критерия № 3, в качестве кандидатов на номинации не рассматриваться те, кто находится в особых или в близких отношениях с любым членом совета попечителей.

Избирающий комитет двадцати одного состоит из людей из следующих стран: Греция, США, Гонконг, Китай, Филиппины, Новая Зеландия, Италия и Англия.

### От номинации к церемонии
Церемония награждения не назначена на определённую дату и проводится ежегодно между ноябрём и декабрём и представляет из себя конечный результат длительного процесса отбора. филиппинский Комитет Гузи основывает свои суждения на списке номинантов, информация о которых отправлена по почте не позднее, чем в конце октября каждого года.

### Лица, назначающие номинантов
Правила номинирования действуют с 2005 года. По сравнению с устаревшими правилами, список лиц, назначающих номинантов, слегка расширился. Лица из списка ниже уполномочены подавать предложения:
- Члены национальных ассамблей и правительств;
- Члены международных судов;
- Ректоры университетов; профессора общественных наук, истории, философии, юриспруденции и теологии;
- Лидеры институтов мира, а также институтов иностранных дел;
- Бывшие лауреаты Премии мира Гузи;
- Попечительский совет организации, получившей Премию мира Гузи;
- Настоящие и бывшие члены Комитета Гузи;
- Бывшие консультанты Фонда премии мира Гузи.

Согласно положениям устава Премии мира Гузи, комитет не публикует имён кандидатов. Премия мира Гузи может быть также предоставлена организациям или ассоциациям. Лицам, назначающим номинантов, настоятельно требуется не опубликовывать их предложение.

## Филиппинский Комитет премии мира Гузи
Занимаясь благотворительностью в течение более чем 50 лет, а также ежегодно раздавая знаки почёта, Премия мира Гузи наблюдает за международной мобилизацией, которая нацелена на то, чтобы принять мировые экономические, социальные, а также экологические вызовы.
Посредством подобных устремлений, филиппинский Комитет Гузи желает объявить, что единственно приемлемый путь к глобальному миру и сотрудничеству следует по дороге ООН.
Премия мира вручается комитетом двадцати одного. Согласно этому правилу, попечительский совет и попечители занимают свои позиции только один год, до перевыборов. Люди различных национальностей могут быть частью этого фонда, и тогда их волеизъявления должны работать на мир и единство.
Комитет Гузи полностью независим. В своей оценке номинаций на награды, он не получает никаких инструкций или директив. Согласно уставу Премии мира Гузи, в протоколах любых собраний комитета Премии мира Гузи не должно быть ни единого упоминания о содержании обсуждений, касающихся выбора кандидатов на различные награды, как не должны быть ни в каком виде преданы огласке любые различия во мнениях в комитетах.
По этой причине члены комитетов не принимают участия в публичных дебатах, следующих за объявлением решений. Все встречи Комитета Гузи проходят три раза в год в Маниле, дважды — в Гонконге и один раз — в Европе.

## Лауреаты

### 2011[6]
- Бехджет Пацолли — бывший президент Республики Косово и первый заместитель премьер-министра Республики Косово
- Норман Инкстер
- Амос Сойер — бывший глава Переходного правительства национального единства Либерии
- Thakur S. Powdyel — министр образования Бутана, приверженец целостности в образовании, науке и институтах, а также моральной грамотности
- М. К. Нарайанан — губернатор Западной Бенгалии (Индия)
- Владимир Мегре — автор серии книг «Звенящие Кедры России»
- Phongsavath Boupha
- Phra Maha Vudhijaya Vajiramedhi
- Felino Palafox, Jr.
- Diana Uribe
- Джеймс Мэнчем — основатель и бывший президент Республики Сейшельские Острова
- Richard Ryan Ho Lung
- Виктор Медиков
- Emanuel Jones — сенатор штата Джорджия
- Thomas K. Stern
- Yolanda O. Stern
- Зюльфю Ливанели
- Рональд Мёсл
- Aykut Eken

### 2010[7]
- Arnold Foote (Ямайка)
- Mary Chinery-Heese (Гана)
- en:Michael Nobel (Швеция)
- en:Yank Barry (Канада)
- Art-Ong Jumsai (Таиланд)
- Jivko Jelev (Болгария)
- Major General Mahinda Hathurusinghe (Шри-Ланка)
- Professor Dr. Irinel Poppescu (Румыния)
- Mr. Arne Veidung (Норвегия)
- Mr. David Plattner (США)
- Professor Raoul Parienti (Франция)
- Honourable Oliver "Buck" Revell (США)
- Rev. Fr. Rocky Evangelista (Филиппины)
- генеральный консул Гвинеи-Бисау в Макао Ло Шэнцзун (Ло Сингцзунг) (Lo Seng Chung)
- Mr. Walter Maibaum (США)
- Mr. Demetri Argyropoulos (Греция)
- Dr. Rainer Krell (Германия)
- Mrs Vika Guzzi (Россия)

### 2009
- en:Bob Filner (США)
- Christine M. Warnke, Ph.D. (США)
- Her Royal Highness Princess Fuziah Raja Uda (Малайзия)
- Hon. Massimo Romagnoli (Италия)
- Ambassador Preciosa S. Soliven (Филиппины)
- en:Lea Salonga (Филиппины)
- Алексей Стил[англ.] (США)[8]
- Ali Nasuh Mahruki (Турция)
- Charalambos Lambrou (Кипр)
- Madam Timi Bakatselos (Греция)
- Madam Surapee Rojanavongse (Таиланд)
- д-р Хэ Шуньфа (Хо Сёньфат) Ho Son Fat (Макао)
- Dr. Rudiger Losch (Германия)
- Natividad Mercedes Meza (Парагвай)
- Dr. Liu Chi Chun (Тайвань)
- Silvia Scherer (Швейцария)
- The Most Rev. Fr. Joseph A. Faller (Филиппины)
- Ali Nasuh Mahruki (Турция)
- Dr. Alice Chui (Гонконг)
- Professor Emil-Silvio Ciobata (Румыния)

### 2008
- Конгрессмен Гас Билиракис (США)
- Dr. James Boss (Сингапур)
- Kevin Kwan (Гонконг)
- Dr. Henry Lee (США)
- Спикер палаты Tan Sri Pandikar Mulia (Малайзия)
- Charles Njonjo (Kenya)
- Dr. Dan Zoltan Reinstein (Англия)
- Rolf Schwind (Германия)
- Giorgios Tassou (Кипр)
- Dr. Harold Lindsay Thompson (Австралия)
- Rosario Uriarte (Филиппины)
- Antonio Lopez (Филиппины)

### 2007
Церемония проходила в Театре Мералько в городе Пасиг в 21 ноября.
- Constancia de Guzman (Филиппины)[10][11][12][13][14]
- Persida Rueda-Acosta (Филиппины)[11][12][13][14]
- en:Heherson T. Alvarez (Филиппины)[11][12][13][14]
- д-р Сигэру Суганами (Shigeru Suganami) (Япония)[11][14]
- доктор Ли Тхэсоп (Tae Sup Lee) (Корея)[11][14]
- Юй Пэннянь (Ю Пханглинь) (Yu Pang Lin) (Китай)[11][14]
- Dr. Farland Stanley (США)[11][14][15]
- Michalos Constantine (Греция)[11][14]
- Thomas Cheng Wai Yu (Гонконг)[11][14]
- George Bistis (США)[11][14][15]
- Dr. en:Peter Schantz (США)[11][14][15]
- Dr. Phet Phongternith (Таиланд)[11][14]
- Lt. Gov. Elmo Johnson (Федеральные Штаты Микронезии)[11][14]
- Vice President Elias Camsik Chin (Палау)[11][14]
- Sen. Ney Robinson Suassuna (Бразилия)[11][14]

### 2006
Награды были представлены президентом Gloria Macapagal-Arroyo, в Театре Мералько 22 ноября 2006.
- Datuk Ismail Mohammad (Малайзия)[1][3][11][16]
- Gov. en:Carl T.C. Gutierrez (Гуам)[16]
- Dr. Ioannis Lyras (Греция)[16]
- Justice en:Ram B. Jethmalani (Индия)[16]
- Former President en:Fidel Valdez Ramos (Филиппины)[16]
- Master Bup Kwan (Республика Корея)[16]
- Rev. Father Corsie Legaspi (Филиппины)[16]
- Ambassador en:Tarmizi Taher (Индонезия)[16]
- д-р Лян Бинчжун (Лёнг Бингцзунг) (Leung Ping Chung) (Гонконг)[16]
- Dr. Felipe I. Tolentino (Филиппины)[16]
- Екатерина Гринёва (Россия)[16]
- en:Alan John Hackett (Новая Зеландия)[16]
- Director en:Carlo J. Caparas (Филиппины)[16]
- мадам Ван Цзуши (Wang Zushi) (КНР)[16]
- Чинг Хай («Supreme Master» en:Ching Hai) (Вьетнам)[16]

### 2005
- Dr. Anthony C. H. Wong (Гонконг)
- Sis. Arlene Riccio and The Daughters of St. Mary of Providence (Ватикан)
- George Dovellos (Греция)
- Regina Paz L. Lopez (Филиппины)
- David T. Bussau (Новая Зеландия)
- профессор Ли Ци (Li Qi) (Китай)
- en:Jose Mari Chan (Филиппины)
- Cong. en:Madeleine Z. Bordallo (Гуам)
- Dr. Sundaram Natarajan (Индия)
- Archbishop Nikitas Lulias (Греция)
- Ma. Alexandra Prieto-Romualdez (Филиппины)
- Malcolm William Prowse (Австралия)
- Maria Coop (Австралия)
- Mayor en:Edward S. Hagedorn (Филиппины)

### 2004
- Georg Von Dziembowski (Германия)
- д-р Питер Фан Гожун (Фонг Гоквинг) (Peter K. W. Fong) (Гонконг)
- en:Eugene Torre (Филиппины)
- en:Douglas Maclagan (Англия)
- Archbishop en:Gaudencio B. Rosales (Филиппины)
- Rodolfo «Dolphy» V. Quizon (Филиппины)
- д-р Иитиро Охира (Iichiro Ohhira) (Япония)
- Sen. John Michael Quinata (Гуам)
- Hiro Kundamal (Пакистан)
- Mayor en:Feliciano R. Belmonte Jr. (Филиппины)
- Lee Xiu Mien (Китай)
- Fundador «Fundy» C. Soriano (Филиппины)
- Carmela «Mel» Tiangco (Филиппины)

### 2003
- en:Maximo V. Soliven (Филиппины)
- Enrique P. Syquia (Мальта)
- en:Fernando Poe Jr. (Филиппины)
- Queen Gloria Gibbon Salii (Палау)
- Dean Julita V. Sotejo (Филиппины)
- en:Tommy Remengesau (Палау)
- Dr. en:Fe del Mundo (Филиппины)
- Jesse Anderson Lujan (Гуам)
- Teresita Ang See (Филиппины)
- Carmen Fernandez (Гуам)
- Mildred A. Go (Филиппины)
- Sen. en:Rodolfo Biazon (Филиппины)
- en:Julius Babao (Филиппины)

### 2002
- Anthony Quinn (США)
- en:Angelo T. Reyes (Филиппины)
- en:Robert Barbers (Филиппины)
- en:Benjamin Abalos (Филиппины)
- Sen. en:Aquilino Pimentel Jr. (Филиппины)